# Clarence Pinkston
Clarence Elmer Pinkston, noto anche con il soprannome Bud, (Wichita, 2 febbraio 1900 – Detroit, 18 novembre 1961), è stato un tuffatore e allenatore di tuffi statunitense.
Ha rappresentato gli Stati Uniti d'America ai Giochi olimpici di Anversa 1920 e Parigi 1924, vincendo una medaglia d'oro, una d'argento e due di bronzo.

## Biografia
Ha sposato la tuffatrice Betty Becker-Pinkston.
Nel 1966 è stato inserito nella sezione degli allenatori dell'International Swimming Hall of Fame

## Palmarès
- Giochi olimpici

Anversa 1920: oro nella piattaforma 10 m e argento nel trampolino 3 m
Parigi 1924: bronzo nella piattaforma 10 m e nel trampolino 3 m

## Riconoscimenti
- International Swimming Hall of Fame (1966)[1]